# Heteropoda tokarensis
Heteropoda tokarensis är en spindelart som beskrevs av Takeo Yaginuma 1961. Heteropoda tokarensis ingår i släktet Heteropoda och familjen jättekrabbspindlar. Inga underarter finns listade i Catalogue of Life.